# Lee Sang-Ho (snowboard)
Lee Sang-Ho (en coreano: 이상호; Jeongseon, 12 de septiembre de 1995) es un deportista surcoreano que compite en snowboard.
Participó en dos Juegos Olímpicos de Invierno, obteniendo una medalla de plata en Pyeongchang 2018, en la prueba de eslalon gigante paralelo, y el quinto lugar en Pekín 2022, en la misma prueba. Ganó una medalla de bronce en el Campeonato Mundial de Snowboard de 2025, en el eslalon gigante paralelo.

## Medallero internacional
| Juegos Olímpicos   | Juegos Olímpicos            | Juegos Olímpicos  | Juegos Olímpicos         |
| Año                | Lugar                       | Medalla           | Prueba                   |
| ------------------ | --------------------------- | ----------------- | ------------------------ |
| 2018               | Pyeongchang (Corea del Sur) | Medalla de plata  | Eslalon gigante paralelo |
| Campeonato Mundial |                             |                   |                          |
| Año                | Lugar                       | Medalla           | Prueba                   |
| 2025               | Engadina (Suiza)            | Medalla de bronce | Eslalon gigante paralelo |